# Thérondels
Thérondels (okzitanisch Terondèls) ist ein Ort und eine südfranzösische Gemeinde mit 359 Einwohnern (Stand 1. Januar 2022) im Département Aveyron in der Region Okzitanien. Der Ort gehört zur ehemaligen Grafschaft Carladès in der historischen Provinz Rouergue.

## Lage
Thérondels ist die nördlichste Gemeinde des Départements Aveyron. Sie liegt in einer Höhe von ca. 950 m ü. d. M. und ca. 500 m östlich des Flüsschens Siniq. Der kleine Fluss Bresons bildet sie südöstliche Gemeindegrenze; südlich anschließend befindet sich der Stausee Barrage du Sarrans. Rodez, die ehemalige Hauptstadt der Rouergue, befindet sich ca. 86 km (Fahrtstrecke) südlich; die Kleinstadt Aurillac liegt ca. 49 km westlich.

## Geschichte
Um das Jahr 1000 gründete der damalige Vizegraf von Carlat eine Damenabtei, deren Kirche sich erhalten hat. Gegen 1185 wurde aus dem Kloster ein von der Abtei von Blesle abhängiges Priorat. Der Ort entwickelte sich im Umfeld des Klosters.

### Bevölkerungsentwicklung
| Jahr      | 1800 | 1851 | 1901 | 1954 | 1999 | 2013 |
| Einwohner | 1316 | 1647 | 1152 | 880  | 478  | 418  |

Der Bevölkerungsrückgang im 20. Jahrhundert hängt hauptsächlich mit dem Verlust an Arbeitsplätzen infolge der Mechanisierung der Landwirtschaft zusammen.

## Wirtschaft
Der Ort Thérondels diente lange Zeit den ausschließlich landwirtschaftlich orientierten und sich selbstversorgenden Weilern (hameaux) und Einzelgehöften in der Umgebung als Handwerks-, Handels- und Dienstleistungszentrum. Seit der Mitte des 20. Jahrhunderts spielt der Tourismus in Form der Vermietung von Ferienwohnungen (gîtes) eine nicht unbedeutende Rolle für das Wirtschaftsleben des Ortes.

## Sehenswürdigkeiten
Thérondels
- Die ehemalige Klosterkirche Notre-Dame ist aus exakt behauenen Steinen errichtet und mit Steinschindeln (lauzes) gedeckt. Die ungegliederte Apsis endet in einem teilweise figürlichen Konsolenfries. Der im unteren Bereich durch hohe Blendbögen gegliederte Westturm endet in einem weit geöffneten Glockengeschoss; auf seiner Südseite befindet sich ein runder Treppenturm. Das mehrfach gestufte romanische Portal befindet sich auf der Südseite und tritt leicht aus der Wandflucht hervor. Das einschiffige und tonnengewölbte Innere der Kirche wurde im 16. Jahrhundert um zwei Seitenkapellen erweitert; es zeigt noch einige romanische Kapitelle. Der Kirchenbau wurde im Jahr 1975 als Monument historique eingestuft.[1] Besonders hervorzuheben ist ein spätromanischer Kruzifixus im Innern der Kirche.

Mandilhac

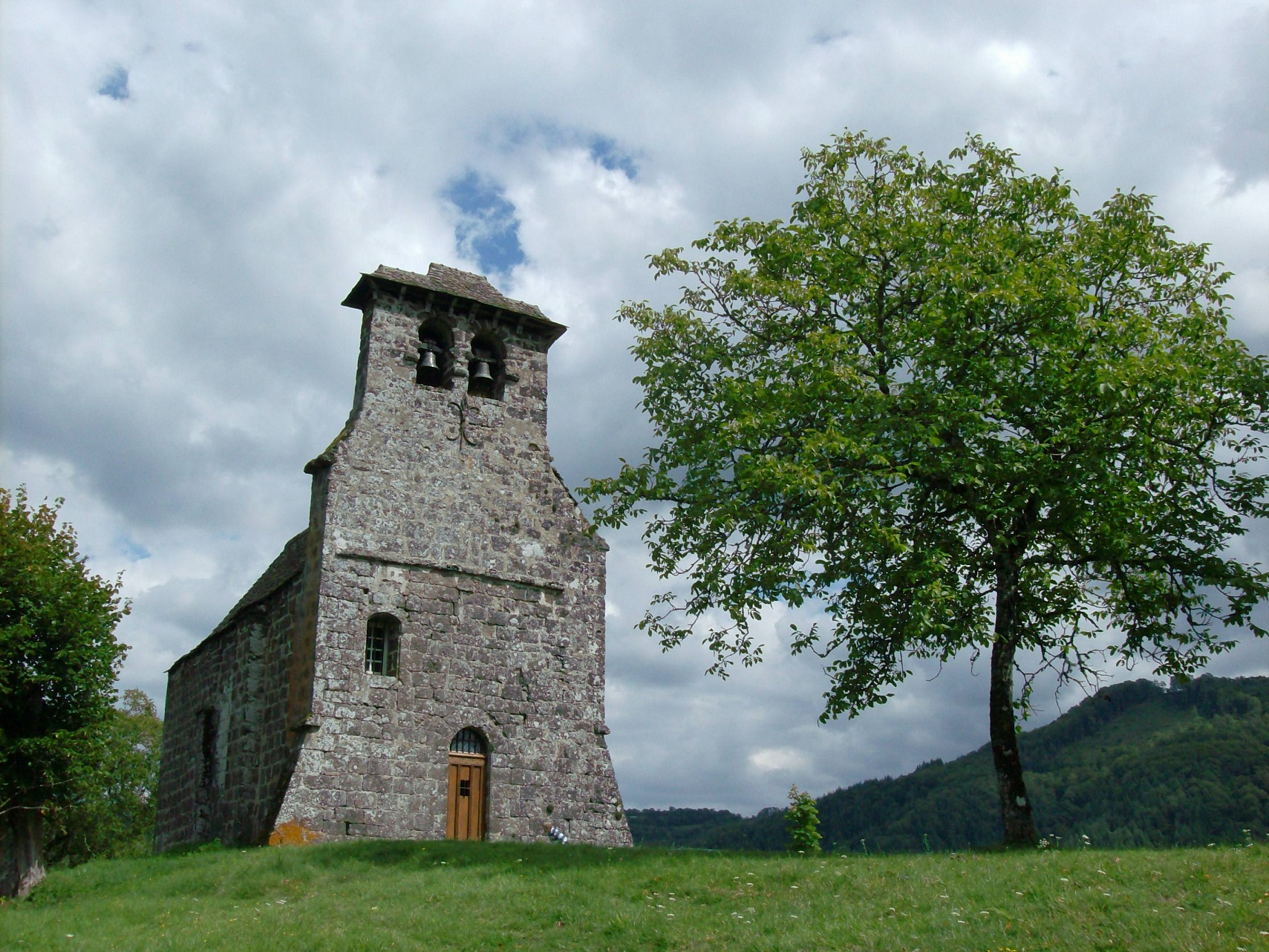
Chapelle de Laussac

- Vom Château de Mandilhac sind nur wenige Reste erhalten; sie befinden sich auf einer künstlich geschaffenen Anhöhe (Motte) in der Nähe des Ortes.

Laussac
- Die Chapelle de Laussac befindet sich auf einer dreiseitig vom Stausee Barrage du Sarrans umschlossenen Halbinsel im Süden der Gemeinde (44° 51′ 12″ N, 2° 46′ 17″ O). Es ist ein aus Hausteinen errichteter einschiffiger Bau des 12. Jahrhunderts mit einem flachen Glockengiebel (clocher mur), der ehemals zu einem Priorat gehörte, dessen Klausurgebäude nicht jedoch mehr erhalten sind. Das Innere ist mit einem offenen Dachstuhl gedeckt und beherbergt einen Barockaltar. Der Kirchenbau wurde im Jahr 1974 als Monument historique eingestuft.[2]

## Sonstiges
In der Region um Thérondels wird ein gleichnamiger Rohmilchkäse hergestellt, dessen Reifedauer zwischen 4 und 6 Monaten beträgt.

## Persönlichkeiten
- Georges Pierre Soubrier (* 1933), römisch-katholischer Geistlicher, Bischof von Nantes 1996–2009